# 相田康次
相田 康次（あいだ こうじ、1968年 - ）は、日本の元タレント、料理人。フランス・パリにある和食店「あい田」のオーナーシェフである。新潟県三条市生まれ。

## 経歴

### タレント
新潟市内の高校に通う2年生のときに、スカウトされ、モデルになる。東京青山の母親のレストランに来ていたプロダクションの人に誘われ、フジテレビに連れて行ってもらうことになり、その際、横澤彪プロデューサーの目に留まり、『笑っていいとも!』の出演が決まる。
1986年に神田利則と共に、4代目いいとも青年隊「半熟隊」としてデビュー。『笑っていいとも!』（フジテレビ）に1985年3月31日に初出演し、1987年10月2日まで担当した。当時、楽屋が同じだった中山秀征（『ライオンのいただきます』アシスタント）に可愛がられていた。その縁により『アナザースカイ』（日本テレビ）2018年11月30日放映「中山秀征がパリで感動の再会！ミシュラン料理人との意外な過去。」で、中山が相田の営むパリのレストランを訪れた。

### 料理人
芸能界引退後、幼少から料理が好きだったこともあり母親のステーキレストラン（鉄板割烹）の 「はせ川」を手伝うため、料理人に転身し修業を積む。
伯父を訪ねてパリに行った時に到着して２時間もしないうちに「ここに住んでしまおう」と決め、1997年にフランスに渡る。ホテルのレストランで勤務しながら、日本へのバイヤーとしてワインの輸出業に携わった後、2005年、パリにカウンター割烹「あい田」を開店。オープン当初はカウンターとテーブル、個室があったが、2012年に現在のカウンター席が8席のみスタイルに改装した。
2007年2月25日放送の毎日放送（MBS）制作　人間密着ドキュメンタリー番組「情熱大陸」に、「あい田」のオーナーシェフとして出演した。
2008年、「あい田」はレストラン格付けガイド「ミシュランガイド」08年フランス版でフランス国内の日本食レストランとして初めて「１つ星」を獲得した。2021年の取材では「良質な食材を、いかに手を加えず料理として成立させるか、を考えながら、日々カウンターに立っている」と語り、2023年現在も1つ星を保ち続けている。
2022年7月24日にオープンした図書館等複合施設「まちやま」の1階にビブリオテックカフェアイーダを開業。
2023年、新潟市で「ことぶき寿司」などを運営するenn株式会社が、同シェフとメニューの共同開発や販売の面で提携することを明らかにした。